# 裴进勇 (1995年)
裴进勇（1995年10月2日—）是一名越南足球运动员，司职后卫。目前效力于越南甲级联赛俱乐部越南電信，也代表越南國家足球隊。

## 荣誉

### 俱乐部
越南电信
- 越南足球甲級聯賽冠军：2020
- 越南足球乙级联赛冠军：2018
  - 亚军：2016
- 越南盃亚军：2020
- 越南超級盃亚军：2021

### 国家队
越南U23
- 东南亚运动会铜牌：2015
- 亞足聯U-23亞洲盃亚军：2018
- 2018年亚洲运动会殿军：2018
- 越南国际足球友谊赛杯冠军：2018

越南
- 東南亞足球錦標賽冠军：2018
  - 亚军：2022
- 越南国际足球友谊赛杯冠军：2022
- 泰王杯亚军：2019